# Els Vader
Elisabeth Cornelia (Els) Vader (Vlissingen, 24 september 1959 – Culemborg, 8 februari 2021) was een Nederlandse atlete die in de jaren tachtig van de 20e eeuw, samen met Nelli Cooman, tot Nederlands snelste sprintsters behoorde. Ze deed driemaal zonder podiumplaats mee aan de Olympische Spelen en won een bronzen medaille op de Europese indoorkampioenschappen in 1985.

## Biografie

### Carrière
Vader heeft in haar carrière vele titels behaald. Zo werd zij vijfvoudig Nederlands kampioene op de 100 m, zevenvoudig Nederlands kampioene op de 200 m, zesvoudig Nederlands kampioene op de 60 m indoor en vijfvoudig Nederlands kampioene op de 200 m indoor.
In 1981 werd ze gekozen tot atlete van het jaar.

### Olympische Spelen en brons
Tijdens haar olympische debuut op de Olympische Spelen van Moskou in 1980 kon Vader niet in de kwartfinale van de 100 m starten wegens een blessure. Op de 200 m liep ze in de halve finale 23,44 s. Vier jaar later op de Olympische Spelen van Los Angeles kwam ze voor Nederland opnieuw op beide sprintafstanden uit. Op de 100 m behaalde ze de kwartfinale en op de 200 m de halve finale.
De beste prestatie van haar sportcarrière leverde Vader op de EK indoor van 1985: in Athene won ze met 23,64 op de 200 m een bronzen medaille. Ze finishte achter de Oost-Duitsers Marita Koch (goud) en Kirsten Emmelmann (zilver).
In 1988, op de Olympische Spelen in Seoel, haar laatste, kwam ze individueel alleen uit op de 100 m, waarbij ze met 11,51 werd uitgeschakeld in de kwartfinale. Op de 4 × 100 m estafette bereikte ze met haar teamgenotes Nelli Cooman, Gretha Tromp en Marjan Olyslager de halve finale. Hun tijd van 43,48 was niet genoeg voor de finale.
In haar begintijd was Vader aangesloten bij Zeeland Sport in Vlissingen. In 1986 werd zij lid van AVR in Rotterdam.

### Nederlandse records
Vader was met 22,81 tot 1 september 2011, de dag waarop Dafne Schippers het tijdens de WK in Daegu verbeterde, in het bezit van het Nederlandse record op de 200 m outdoor, dat zij liep in 1981. Het was daarmee een van de oudste records in de Nederlandse damesatletiek. Daarnaast was zij tot Lieke Klaver (23,17) het in januari 2021 brak met 23,34 ook nog de houdster van het Nederlands record op de 200 m indoor, gelopen in 1988.
Op 5 mei 1988 brak ze samen met Marjan Olyslager, Michelle Martinot en Desirée de Leeuw voor AVR Rotterdam het Nederlandse record voor clubteams op de 4 × 100 m estafette met een tijd van 45,15. Dit record werd pas in 2012 verbeterd.

### Einde atletiekloopbaan
Aan het eind van het olympisch jaar 1988 zette Vader een punt achter haar atletiekloopbaan.

### Persoonlijk
Vader was gehuwd met ex-topsporter en haar voormalige coach Haico Scharn. In 2019 werd bij haar een zeldzame soort kanker geconstateerd, van de papil van Vater. Ze overleed in 2021 op 61-jarige leeftijd. Amper vier maanden later, op 10 juni 2021, overleed haar man op 75-jarige leeftijd.

## Nederlandse kampioenschappen
Outdoor
| Onderdeel | Jaar                                     |
| --------- | ---------------------------------------- |
| 100 m     | 1979, 1980, 1981, 1982, 1984             |
| 200 m     | 1979, 1980, 1981, 1982, 1984, 1986, 1988 |

Indoor
| Onderdeel | Jaar                               |
| --------- | ---------------------------------- |
| 60 m      | 1979, 1980, 1981, 1982, 1984, 1985 |
| 200 m     | 1982, 1984, 1985, 1987, 1988       |

## Persoonlijke records
Outdoor
| Onderdeel | Prestatie       | Datum           | Plaats    |
| --------- | --------------- | --------------- | --------- |
| 100 m     | 11,17 s (ex-NR) | 14 juni 1986    | Barcelona |
| 200 m     | 22,81 s (ex-NR) | 2 augustus 1981 | Pescara   |
| 400 m     | 51,92 s (ex-NR) | 27 juni 1986    | Hengelo   |

Indoor
| Onderdeel | Prestatie       | Datum            | Plaats |
| --------- | --------------- | ---------------- | ------ |
| 50 m      | 6,21 s (ex-NR)  | 19 januari 1985  | Zwolle |
| 60 m      | 7,11 s          | 22 februari 1987 | Liévin |
| 200 m     | 23,34 s (ex-NR) | 13 februari 1988 | Liévin |

## Palmares

### 60 m
- 1979:  NK indoor - 7,63 s
- 1980:  NK indoor - 7,50 s
- 1981:  NK indoor - 7,40 s (NR)
- 1982:  NK indoor - 7,32 s (NR)
- 1984:  NK indoor - 7,34 s
- 1985:  NK indoor - 7,27 s
- 1987:  NK indoor - 7,28 s
- 1987: 6e WK indoor - 7,23 s
- 1988:  NK indoor - 7,22 s

### 100 m
- 1979:  NK - 11,56 s
- 1980:  NK - 11,62 s
- 1980: DNF in ¼ fin. OS (in serie 11,61 s)
- 1981:  NK - 11,36 s (+ 2,1 m/s)
- 1982:  NK - 11,47 s
- 1984:  NK - 11,25 s (+ 2,32 m/s)
- 1984:  FBK Games - 11,56 s
- 1984: 5e in ¼ fin. OS - 11,56 s (in serie 11,43 s)
- 1986:  NK - 11,20 s
- 1988:  NK - 11,38 s (+1,91 m/s)
- 1988: 6e in ¼ fin. OS - 11,51 s (in serie 11,38 s)

### 200 m
- 1976:  NK - 25,38 s
- 1977:  NK - 24,01 s
- 1979:  NK - 23,71 s
- 1980:  NK - 23,26 s
- 1980: 8e in ½ fin. OS - 23,44 s
- 1981:  NK - 23,21 s
- 1982:  NK indoor - 23,57 s (NR)
- 1982:  NK - 23,04 s
- 1984:  NK indoor - 24,26 s
- 1984:  NK - 22,90 s
- 1984: 7e in ½ fin. OS - 23,43 s (in ¼ fin. 23,31 s)
- 1985:  NK indoor - 23,52 s
- 1985:  EK indoor - 23,64 s
- 1986:  NK - 22,55 s (+3,3 m/s)
- 1987:  NK indoor - 23,75 s
- 1987: 4e in ½ fin. WK indoor - 23,78 s
- 1988:  NK indoor - 23,82 s
- 1988:  NK - 23,18 s (+1,2 m/s)

### 4 × 100 m
- 1986: 7e EK in Stuttgart - 44,38 s
- 1988: 5e in ½ fin. OS - 43,48 s

## Onderscheidingen
- KNAU-atlete van het jaar - 1981
- Unie-erekruis in goud van de KNAU - 1989